# Operace Jekev
Operace Jekev (hebrejsky: מבצע יקב, Mivca Jekev, doslova Operace Vinařství) byla vojenská akce izraelské armády proti egyptským invazním vojskům, provedená v říjnu 1948 během první arabsko-izraelské války. Probíhala paralelně s Operací ha-Har a jako širší součást Operace Jo'av. Znamenala izraelské dobytí oblasti v jižní části Jeruzalémského koridoru, jihozápadně od Jeruzaléma. Izraelci ale neuspěli při pokusu o dobytí arabského města Bajt Džala.
Při Operaci Jo'av Izraelci během jednoho týdne zničili egyptský západovýchodní koridor mezi obcemi Madždal a Bajt Džibrin, který po několik měsíců odděloval území Izraele od Negevské pouště. Operace ha-Har ve dnech 19. – 20. října dokázala rozšířit území v izraelském držení na jihozápadě od Jeruzaléma. Operace Jekev byla směřována jižnějším směrem od Jeruzaléma. Začala 19. října, tedy o něco později než Operace Jo'av. Šlo o taktické rozhodnutí, protože Izraelci nechtěli v oblasti Jeruzaléma riskovat, že do bojové akce bude vyprovokována Arabská legie dislokovaná ve východní arabské části města. Cílem operace bylo ovládnout železniční trať Jaffa-Jeruzalém, což se podařilo, a hřbet u města Bajt Džala, kde Izraelci neuspěli. Akci prováděla Brigáda Ecioni. V rámci Operace Jekev byly dobyty strategické vrchy na jihozápadním okraji Jeruzaléma jako Har Ora, Har Aminadav a horní část kaňonu vádí Nachal Refa'im. Výsledek operace předurčil podobu hranice státu Izrael v oblasti jižně a jihojihozápadně od Jeruzaléma až do roku 1967.